# Kōhei Yamakoshi
Kōhei Yamakoshi (山越 康平?, Yamakoshi Kōhei; Yaita, 4 maggio 1993) è un calciatore giapponese, difensore del Tokushima Vortis.